# Estadio modular
Un estadio modular es una instalación deportiva que está construida con componentes modulares. A diferencia de un estadio temporal, los estadios modulares no son construcciones de tiempo limitado, sino permanentes. La estructura real se construye de hormigón con una base fija e infraestructuras básicas tales como los vestuarios y las áreas técnicas, los elementos individuales que se utilizan para la construcción modular, permiten una perfecta adaptación mediante el adecuado ajuste de las capacidades para reflejar las necesidades locales, la reutilización de las infraestructuras y equipamientos desmantelados, incluyendo las tribunas, en otros proyectos de desarrollo de estadios, también la reconfiguración del espacio innecesario para fomentar la participación de la comunidad en el deporte y la cultura.
Con demasiada frecuencia, el desarrollo de los estadios para los principales eventos deportivos está rodeado de polémica. El enfoque LMS utiliza un diseño innovador modular para transformar problemas habituales en oportunidades. Va más allá de los anteriores enfoques modulares, ofreciendo interesantes opciones de configuración además de una capacidad flexible.
En relación con la exitosa candidatura de Catar para ser sede de la Copa Mundial de la FIFA 2022, ya se han creado conceptos de diseño para la construcción de estadios modulares e incluso planes presentados para extensiones modulares de instalaciones deportivas existentes
- Datos: Q6889733